# جز باترورث
جرمی «جز» باترورث (زاده مارس ۱۹۶۹) نمایشنامه‌نویس، فیلم‌نامه‌نویس و کارگردان فیلم انگلیسی است. او فیلم‌نامه‌هایی را با همکاری برادرانش جان هنری و تام نوشته است.

## زندگی و حرفه
در مارس ۱۹۶۹، باترورث در لندن، انگلستان به دنیا آمد. او سه برادر دارد: برادران بزرگتر او تام (متولد ۱۹۶۶) و استیو (متولد ۱۹۶۸) و برادر کوچکتر جان-هنری (متولد ۱۹۷۶) هستند. او همچنین یک خواهر به نام جوانا دارد. او در مدرسه جامع ورولام، سنت آلبانز و کالج سنت جان، کمبریج حضور یافت، جایی که او در تریپوهای انگلیسی در سال ۱۹۹۱ فارغ‌التحصیل شد. همه برادران او در سینما و تئاتر فعال بوده‌اند: استیو تهیه‌کننده است، در حالی که تام و جان هنری نویسنده هستند.
نمایشنامه بوترورث موجو، که در سال ۱۹۹۵ در تئاتر رویال کورت به نمایش درآمد، در سال ۱۹۹۶ برنده جوایز لارنس الیویه، ایونینگ استاندارد، انجمن نویسندگان و جورج دیواین و جایزه حلقه منتقدان شد. باترورث همچنین اقتباس سینمایی موجو (۱۹۹۷) را نوشت و کارگردانی کرد. در این فیلم هارولد پینتر حضور داشت.
باترورث گفته است که هارولد پینتر، برنده جایزه نوبل ادبیات ۲۰۰۵، تأثیر عمده‌ای بر آثار او داشته است: «من هارولد پینتر را بسیار می‌شناسم و آن را تحسین می‌کنم. او تأثیر بزرگی روی من دارد. گفتگو با او الهام بخش کار من بوده است.»
در سال ۱۹۹۹ باترورث یکی از دریافت‌کنندگان جایزه «وی» واقعیت‌های تئاتر جایزه اروپا بود که به تئاتر رویال کورت اعطا شد (با سارا کین، مارک ریونهیل، کانر مک فرسون، مارتین مک دونا).